# Imaginifer
L'imaginifer era uno dei signifer di una legione o di un'unità ausiliaria ai tempi dell'impero romano, e per la precisione si trattava di colui che portava l'imago (immagine) dell'imperatore. L'imaginifer  fu aggiunto ai ranghi delle legioni quando il culto imperiale fu deciso durante il regno di Augusto. L'imago era un ritratto tridimensionale fatto in metallo battuto. Era presente solo all'interno della principale coorte.